# Lijst van buitenlandse Jounin uit Naruto
Dit is een lijst van fictieve ninja's met de rank Jounin (hooggerankte ninja) van buiten het Land des Vuur. Alle personages komen uit de manga- en animeserie Naruto.

## Land des Wind (Kaze no Kuni)

### Yura
Yura was een spion van Sasori. Sasori blokkeerde zijn geheugen zodat hij zichzelf niet per ongeluk zou kunnen verklappen en Yura deed jaren dienst in het stadsbestuur van Suna (Zand). Toen Sasori en Deidara Suna binnen wilden gaan omdat ze Sabaku no Gaara moesten vangen, liet Yura ze gewoon binnen.
Uiteindelijk gebruikte Akatsukileider Pein Yura voor een jutsu die hem veranderde in een exacte kopie van Itachi Uchiha. De fake-Itachi viel Team Kakashi aan om hen op te houden op hun weg om Gaara te redden. Naruto Uzumaki wist de Fake (Yura dus) uiteindelijk te raken met Rasengan en Yura stierf.

### Otokaze
Otokaze was een van de ninja die het lijk van de Yondaime Kazekage vonden een tijdje nadat Orochimaru hem had vermoord.

## Land des Aarde (Doto no Kuni)

### Kakkou
Kakkou was een ninja van het Verborgen Rotsdorp (Iwakagure no Sato) 13 jaar voor de start van de serie. Hij en een heleboel andere Rock ninja waren bezig met het binnenvallen van het Land des Gras (Kusa no Kuni) toen hij en een paar anderen opmerkten dat er drie Konoha ninja aankwamen. Dat waren de jonge Hatake Kakashi en zijn teamgenoten Uchiha Obito en Rin, die de missie hadden de brug bij het Verborgen Grasdorp op te blazen, zodat het Verborgen Rots (Iwa) niet verder naar Konoha kon oprukken. Kakkou en de anderen overvielen de groep en ontvoerden Rin. Kakkou en een andere ninja gebruikten een genjutsu op Rin om achter hun missie te komen, maar Rin zei niks. Kakashi en Obito kwamen binnenvallen en Kakkou gebruikte een Aardestijl (Doton) techniek om de drie ninja's te kunnen doden. Bij de techniek liet hij de grot waar hij eerst zat, instorten. Kakkou verborg zich, terwijl Obito werd verpletterd onder een rots. De stervende Obito liet Rin zijn Sharingan implanteren bij Kakashi. Kakashi ontdekte later Kakkou en doodde hem met zijn Raikiri.

### Mahiru
Mahiru was een ninja van het Verborgen Rotsdorp (Iwakagure no Sato) 13 jaar voor de start van de serie. Terwijl de andere Rots Ninja bezig waren met het bouwen van een brug van het Land des Gras naar het Land des Vuur (waar ze binnen wilden vallen), beveiligde Mahiru het gebied rond de brug. Hij kreeg toen vier ninja in het oog, te weten de jonge Kakashi, zijn teamgenoten Obito en Rin, plus hun sensei Minato Namikaze (beter bekend als de Yondaime Hokage, maar dat was hij toen nog niet). Hij creëerde schaduwkopieën van zichzelf om het team aan te vallen met de Schaduwkloon Jutsu (Shadow Clone Technique, Kage Bunshin no Jutsu). Het team had hem allang opgemerkt en Kakashi besloot zijn nieuwe jutsu Raikiri uit te proberen op de Rots Ninja. Kakashi was in staat om de schaduwklonen te vernietigen, terwijl Minato met zijn Teleportatie techniek (Hiraishin no Jutsu) razendsnel achter Mahiru opdook met een kunai, en hem vervolgens doodde.

### Taiseki
Taiseki was een ninja van de Verborgen Rotsdorp (Iwakagure no Sato) 13 jaar voor de start van de serie. Hij en een heleboel andere Rots ninja waren bezig met het binnenvallen van het Land des Gras (Kusa no Kuni) toen hij en Kakkou opmerkten dat er drie Konoha ninja aankwamen. Dat waren de jonge Hatake Kakashi en zijn teamgenoten Uchiha Obito en Rin, die de missie hadden de brug bij Kusa no Kuni op te blazen, zodat Iwa niet verder naar Konoha kon oprukken. Kakkou en de anderen overvielen de groep en ontvoerden Rin. Kakkou en Taiseki gebruikten een genjutsu op Rin om achter hun missie te komen, maar Rin zei niks. Kakashi en Obito kwamen eraan om Rin te redden, Taiseki had dit door en gebruikte een camouflage techniek. Hij wachtte hen stiekem en ongezien op. Obito en Kakashi landden op een boomtak en Taiseki sprong eruit en sneed met zijn kunai een streep over Kakashi's oog. Kakashi's oog wilde hierdoor niet meer open. Obito besefte dat hij iets moest doen en viel Taiseki aan. Zijn Sharingan werd opeens geactiveerd. Obito maakte gebruik van de Sharingan om Taiseki te doden.

## Land des Geluid (Oto no Kuni)

### Orochimaru
Het is niet bekend of Orochimaru de rank Jounin heeft, maar dat is voor 99% zeker. (eigenlijk geen jounin maar een senin)

## Land des Bliksem (Kaminari no Kuni)

### Shinobi Gashira
De Shinobi Gashira, de hoogste ninja van het Verborgen Wolk (Kumo) in het Land des Bliksem, kwam 9 jaar voor de start van de serie naar Konoha om een vredesband te leggen tussen Kumo en Konoha. het Verborgen Wolk wilde het geheim achter de Byakugan weten, dus was deze ninja opgedragen een lid van de Hyuga clan te ontvoeren. De Shinobi Gashira ontvoerde Hinata Hyuga maar haar vader ontdekte de kidnapping en doodde de Shinobi Gashira tijdens zijn reddingsactie.